# Ледник Франца-Иосифа
Ледник Франца-Иосифа (маори Ka Roimata o Hinehukatere) — ледник, расположенный на территории Национального парка Вестленд на западе Южного острова Новой Зеландии в регионе Уэст-Кост. В свою очередь, данный участок национального парка является частью объекта мирового наследства То Вахипоунаму (Te Wahіpounamu). Вместе с ледником Фокса в 20 км южнее, этот ледник уникальный тем, что спускается на расстояние лишь в 240 м над уровнем моря, проходя через умеренный влажный лес вокруг него. Из точки где заканчивается ледник, начинается река Вайхо. Протяжённость ледника 12 км.

## Название

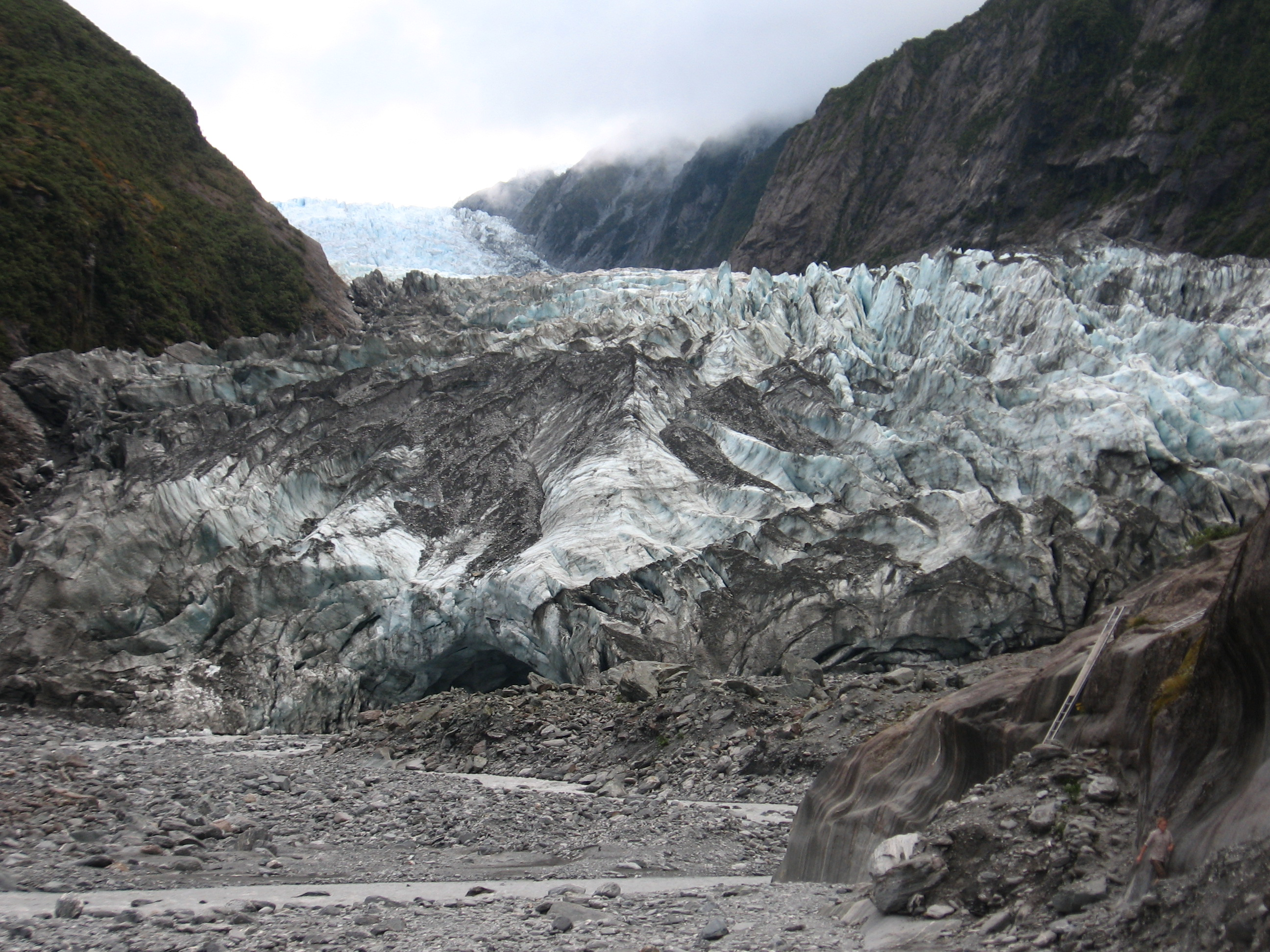

На языке маори ледник называется «Ka Roimata o Hinehukatere», что можно перевести как «слёзы Хинехукатэрэ». Согласно легенде местных племён, девушка по имени Хинехукатэрэ очень любила гулять в горах, и уговорила своего возлюбленного Таве отправиться вместе с ней в горы. Её возлюбленный погиб под оползнем, а слезы девушки дали начало леднику.
Европейские первооткрыватели назвали ледник в честь австро-венгерского императора Франца Иосифа.